# Billy The Kill
Billy The Kill was een Belgische rockband, afkomstig uit het Waasland. Hun muziek is een combinatie van powerrock, pop en punk.
De band bracht in 2008 in eigen beheer de ep From the Ceiling to the Floor uit. Van deze ep werden 4000 exemplaren gedownload, waarna in 2009 een volledige cd volgde ("Billy, I Kill You"), uitgebracht in eigen beheer. De eerste oplage van die cd was uitverkocht in minder dan een jaar.
In de zomer van 2010 tekende de band bij CNR/Roadrunner Records. Op dit label brachten ze kort daarna hun eerste single 'Cold As Ice' uit. Aan de lancering werd een aparte YouTube-campagne gekoppeld.
De band trad op op diverse festivals, onder meer Groezrock en Riorock, en stond in het voorprogramma van de metalband Channel Zero in een uitverkocht Ancienne Belgique in Brussel.
Half maart 2011 brengt Billy The Kill een nieuwe single uit: Go On. Deze clip werd geproduceerd door Panda Productions. Op 24 juli 2011 speelde Billy The Kill in het voorprogramma van Bon Jovi in Zeebrugge.
In augustus 2013 werd de band officieel stopgezet.

## Discografie

### Albums
| Album met hitnotering(en) in de Vlaamse Ultratop 200 albums | Datum van verschijnen | Datum van binnenkomst | Hoogste positie | Aantal weken | Opmerkingen |
| ----------------------------------------------------------- | --------------------- | --------------------- | --------------- | ------------ | ----------- |
| 2012                                                        | 23-04-2012            | 12-05-2012            | 18              | 2            |             |

### Singles
| Single met hitnotering(en) in de Vlaamse Ultratop 50 | Datum van verschijnen | Datum van binnenkomst | Hoogste positie | Aantal weken | Opmerkingen |
| ---------------------------------------------------- | --------------------- | --------------------- | --------------- | ------------ | ----------- |
| Go on                                                | 21-02-2011            | 06-08-2011            | tip27           | 4            |             |
| Do it all (again)                                    | 30-04-2012            | 05-05-2012            | tip11           | 6            |             |